# Pierre Jarawan
Pierre Jarawan est un écrivain né à Amman, en Jordanie, en 1985, d'un père libanais et d'une mère allemande. 

## Biographie
Pierre Jarawan a déménagé en Allemagne avec sa famille à l'âge de trois ans. Il a commencé à écrire à l'adolescence, inspiré par les histoires que son père lui avait racontées à l'heure du coucher. Il s'est d'abord bâti une réputation en tant que slameur (en Allemagne, c'est une activité professionnelle) puis comme romancier. Il est germanophone et anglophone. Il a déclaré au site L'Orient-Le Jour : « Je crois plutôt au pouvoir universel des histoires d’ouvrir des mondes aux lecteurs et de leur permettre de voyager dans des endroits qu’ils n’ont jamais visités – en lisant un livre ».
Ses romans ont pour toile de fond le Liban.

## Œuvres
The storyteller, son premier roman, n'est publié qu'en anglais.
Tant qu'il y aura des cèdres (Am Ende bleiben die Zedern), publié en 2015, a été traduit en français en 2020 aux éditions Héloïse d’Ormesson. Il a rencontré un franc succès en librairie.
Un Chant pour les disparus (Ein Lied für die Vermissten), traduit par Nicolas Véron en français en 2021, éd. Héloïse d’Ormesson.

## Prix et distinctions
Il a obtenu une bourse littéraire de la ville de Munich pour The storyteller.
Le prix des Lecteurs du Livre de poche 2021 a distingué Tant qu'il y aura des cèdres.
Élu star littéraire de l'année 2016 par le quotidien Abendzeitung.